# The Mystery Ship
The Mystery Ship é um seriado estadunidense de 1917, produzido pela Universal Pictures em 18 capítulos, categoria aventura, estrelado por Ben F. Wilson e Neva Gerber, e dirigido por Harry Harvey e Henry MacRae.
Este seriado é considerado perdido.

## Elenco
- Ben F. Wilson - Miles Gaston
- Neva Gerber - Betty Lee
- Duke Worne – Noivo de Betty
- Nigel De Brulier – Pai de Betty
- Neal Hart
- Harry Archer
- Elsie Jane Wilson
- Philip Ford - (as Phil Ford)
- Elsie Van Name
- Kingsley Benedict
- Malcolm Blevins
- Francis Ford - (não confirmado)

## Capítulos
1. The Crescent Scar
2. The Grip of Hate
3. Adrift
4. The Secret of the Tomb
5. The Fire God
6. Treachery
7. One Minute to Live
8. Hidden Hands
9. The Black Masks
10. The Rescue
11. The Line of Death
12. The Rain of Fire
13. The Underground House
14. The Masked Riders
15. The House of Trickery
16. The Forced Marriage
17. The Deadly Torpedo
18. The Fight in Mid-Air